# 義家弘介のTalk and Talk
義家弘介のTalk and Talk（よしいえひろゆきのトークアンドトーク）とは、かつてTOKYO-FMで放送されていたラジオ番組。2006年10月7日放送開始、2007年3月31日放送終了。明るい選挙推進協会の一社提供。

## 出演者
- 義家弘介 （パーソナリティ）

## ネット局
JFN38局フルネット

## 放送時間
- 毎週土曜日 10:30～10:55

radioCUBEFM三重は11:00~11:25、Kiss-FM KOBEは12:30~12:55。